# 佐上信一

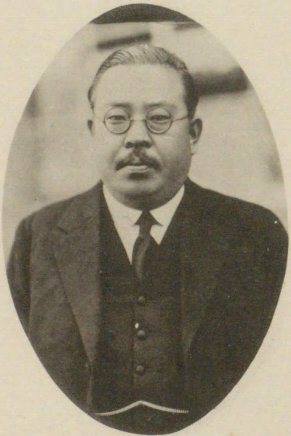
佐上信一

佐上 信一（さがみ しんいち、1882年（明治15年）12月19日 - 1943年（昭和18年）11月29日）は、日本の内務官僚。岡山県知事、長崎県知事、京都府知事、北海道庁長官などの要職を歴任した。

## 経歴

### 学歴
広島県佐伯郡五日市村（現在の広島市佐伯区）出身。佐上兵次郎の長男として生まれる。広島県立一中（現在の広島県立広島国泰寺高等学校）、第一高等学校を経て、東京帝国大学（現・東京大学）卒業。

### 内務省時代
東京帝大卒業後、高等文官試験合格。内務畑を歩み1916年、内務省内務書記官・土木局道路課長。1922年内務省参事官兼内務大臣秘書官・大臣官房文書課長となり、道路課長を兼務。1919年公布された道路法（旧道路法）の起草者で、道路課長として重任を担当し立案に尽力。立案に際し欧米の道路視察の他、王朝時代から徳川時代の古典類を研究して、恒久的政策を樹立し、それを基礎として立法した。佐上の研究を基礎として各法案が決められた。当時、道路法は法学界において模範的な立法として讃えられたが、それは佐上の努力によるところが大であった。1924年人事課長時代には広島中学の後輩・灘尾弘吉を内務省入りさせた。
1924年神社局長などを経て1925年に岡山県知事に就任。1927年、長崎県知事に就任。長崎盲学校（現・長崎県立盲学校）の県立移管に尽力。地方局長を経て、1929年、京都府知事に就任。懸案であった伏見市ほか26町村の京都市への編入を実現させるなどした。国産初のホームスパンは、佐上が北海道に赴任した時、一緒に渡道した京都フクヤ洋服店主が道産の羊毛を使って作ったのが最初という。

### 北海道庁長官
1931年10月、北海道庁長官に就任。
当時の北海道は昭和初期に連続して発生した冷夏による凶作が開拓民たちを追い詰め、特に根室管内の窮状は想像を絶した。佐上はその問題を解決するため現地を視察し農業の合理化を推進「根室原野農業開発5ヵ年計画」を策定、北海道の気候・風土に適したてん菜、酪農への転換を進めた。これを切っ掛けとして、現在日本一の酪農専業地帯といわれる根室管内の酪農王国の基礎が築かれた。佐上は最大の功労者とも酪農の父とまで呼ばれ、別海町には佐上の胸像が建てられている。
1934年に指定された大雪山国立公園の範囲拡張には佐上の尽力があったといわれる。上富良野町吹上温泉のヒュッテ「白銀荘」は佐上の命名。利尻島の「長官山」は佐上がこの地点まで登ったのを記念して付けられたもの。紅葉の美しい北海道のナナカマドは、高山植物採集が趣味だった佐上が道内各地に植樹を勧めたのが始まりとされる。北海道内には雪印乳業中標津工場内、江差町、厚沢部町など、至るところに佐上の揮毫、碑文がみられる。
また酪農学園の前身となる財団法人興農義塾および野幌機農学校設立に尽力。同法人の初代理事長になる予定であったが、病気のため辞退。代わりに黒澤酉蔵を推薦した。但し開設時の理事長として佐上の名前が残っている
著書に『道路法之概要』（1920年）、伝記に『佐上信一』（1972年）がある。

## 親族
- 二男 佐上武弘（大蔵官僚）[1]
- 娘婿 翁久次郎（内務官僚）[1]